# Lizbeth Mata Lozano
Lizbeth Mata Lozano (Ensenada, Baja California, 10 de enero de 1984) es una política mexicana, miembro del Partido Acción Nacional. Ha sido diputada al Congreso del Estado de Baja California y es diputada federal para el periodo de 2018 a 2021.

## Reseña biográfica
Lizbeth Mata Lozano es licenciada en Derecho egresada de la Universidad Tecnológica de Baja California, tiene varios estudios de diplomados y una maestría en Juicios Orales. 
En 2010 fue electa diputada a la XX Legislatura del Congreso del Estado de Baja California por la vía plurinominal, ejerciendo el cargo hasta 2013 y en la que fue presidenta de las comisiones de Justicia; y, de Juventud y Deporte. 
Al terminar dicho cargo fue secretaria general del comité estatal del PAN, secretaria de Participación Política de la Mujer y consejera estatal y nacional de dicho partido. De 2015 a 2017 fue subsecretaria de Enlace para Asuntos de Justicia y de 2017 a 2018 subsecretaria de Gobierno, ambas en la Secretaría General de Gobierno del estado, en la administración del gobernador Francisco Vega de Lamadrid.
Dejó el último cargo al ser postulada y electa como diputada federal por el PAN a la LXIV Legislatura que culminará en 2021. En la Cámara de Diputados es secretaria de la Mesa Directiva.